# 塩川ダム
塩川ダム（しおかわダム）は、山梨県北杜市須玉町比志、富士川水系塩川に建設されたダム。高さ79メートルの重力式コンクリートダムで、洪水調節・不特定利水・かんがい・上水道・発電を目的とした山梨県営の多目的ダムである。ダム湖（人造湖）の名はみずがき湖（みずがきこ）という。

## 歴史
塩川は関東山地・金峰山に端を発し、山梨県北杜市を流下し富士川の上流部・釜無川へ合流する一級河川である。延長40キロメートル、流域面積は389.7平方キロメートルで、河川勾配が急なこともあり台風などの大雨によって増水し水害をもたらした。塩川の河川改修を実施してきた山梨県は今後の治水計画を講じる上で川幅の拡幅による河川改修がもはや困難であるとしてダム建設を推進。同時に、かんがい用水や上水道用水の確保と、ダムからの放流水を利用した水力発電を併せて計画に盛り込んだ。
山梨県は1970年（昭和45年）に県費を投じて予備調査を開始し、1975年（昭和50年）より国庫補助実施計画調査に着手。事業は1982年（昭和57年）に採択され、補償基準については1985年（昭和60年）に調印をみせる。1989年（平成元年）より本格的な建設工事に着手し、1997年（平成9年）より湛水を開始。1998年（平成10年）に完成を迎えた。総事業費は490億円。

## 周辺
| 塩川ダム・左岸遮水工 |                                   |                                   |
| 塩川ダム・左岸遮水工 |                                   |                                   |
| 形式                 | 傾斜土質遮水壁型 ロックフィルダム | 傾斜土質遮水壁型 ロックフィルダム |
| ダム諸元             |                                   |                                   |
| 堤高                 | 48.9 m                            | 48.9 m                            |
| 堤頂長               | 399.0 m                           | 399.0 m                           |
| 堤体積               | 957,000 m3                        | 957,000 m3                        |

塩川ダムは富士川の上流部・釜無川に注ぐ塩川のさらに上流部に建設された。中央自動車道・須玉インターチェンジより増富ラジウムラインを北上すると、塩川ダムによって誕生したダム湖であるみずがき湖（瑞牆湖）手前のT字路に突き当たる。これを左に進み、トンネルを抜けると塩川ダムのコンクリート堤体天端道路・塩川源橋である。ダム右岸にはダム管理所があり、塩川ダムの名を刻んだ巨岩やダム建設に協力した地域への感謝のしるしである故郷の碑がある。ダム直下には山梨県営の水力発電所・塩川発電所があり、甲斐市にある発電総合制御所からの遠方監視制御のもと最大1,100キロワットの電力を発生できる。ただし、ダム直下への一般の立ち入りは制限されている。
一方、先ほどのT字路を右に進むと観光施設であるみずがき湖ビジターセンターがある。塩川ダムを含む周辺地域の観光案内施設であり、2階は湖が一望できるレストランになっている。ダム建設地点は火山噴出物の堆積した台地であり、特に左岸側には漏水を抑えるため、約400メートルに渡って遮水工が施されてある。その断面は傾斜した土質遮水壁をもつロックフィルダムそのものである。道の先は増富温泉郷へとつながっており、ラジウムを豊富に含む湯は効能に優れ、武田信玄の隠し湯として古くから有名である。

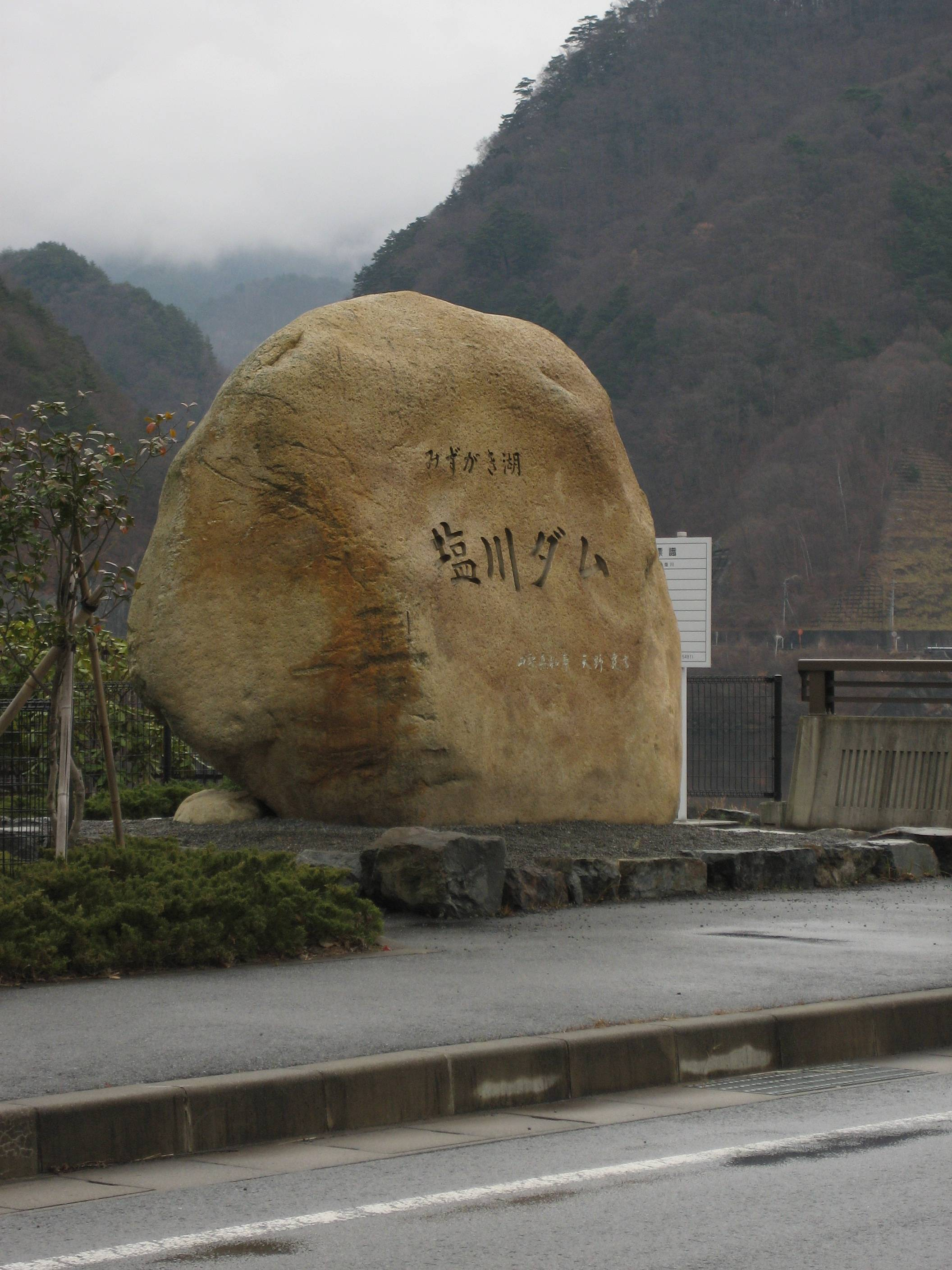
塩川ダムの碑
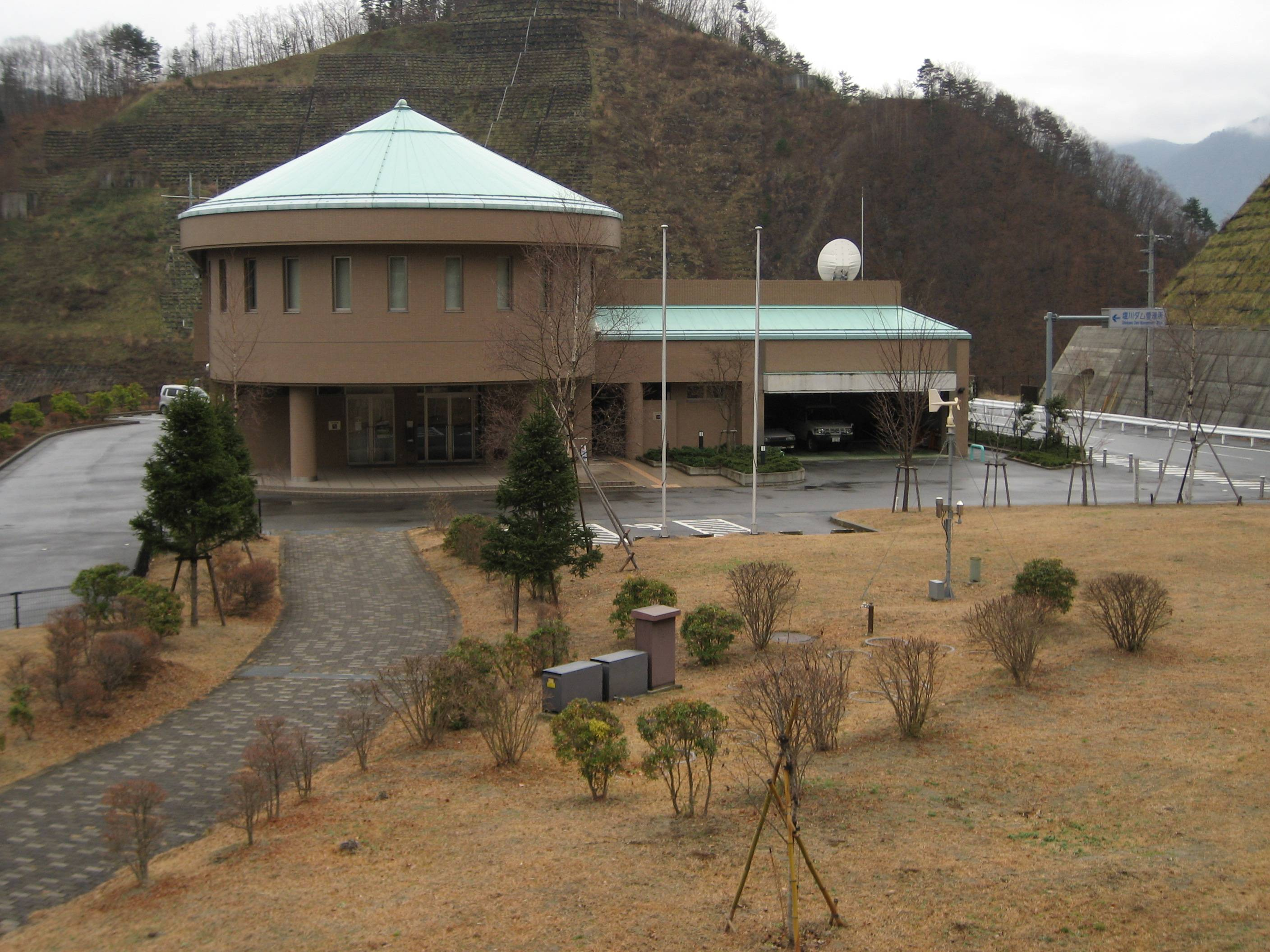
塩川ダム管理所
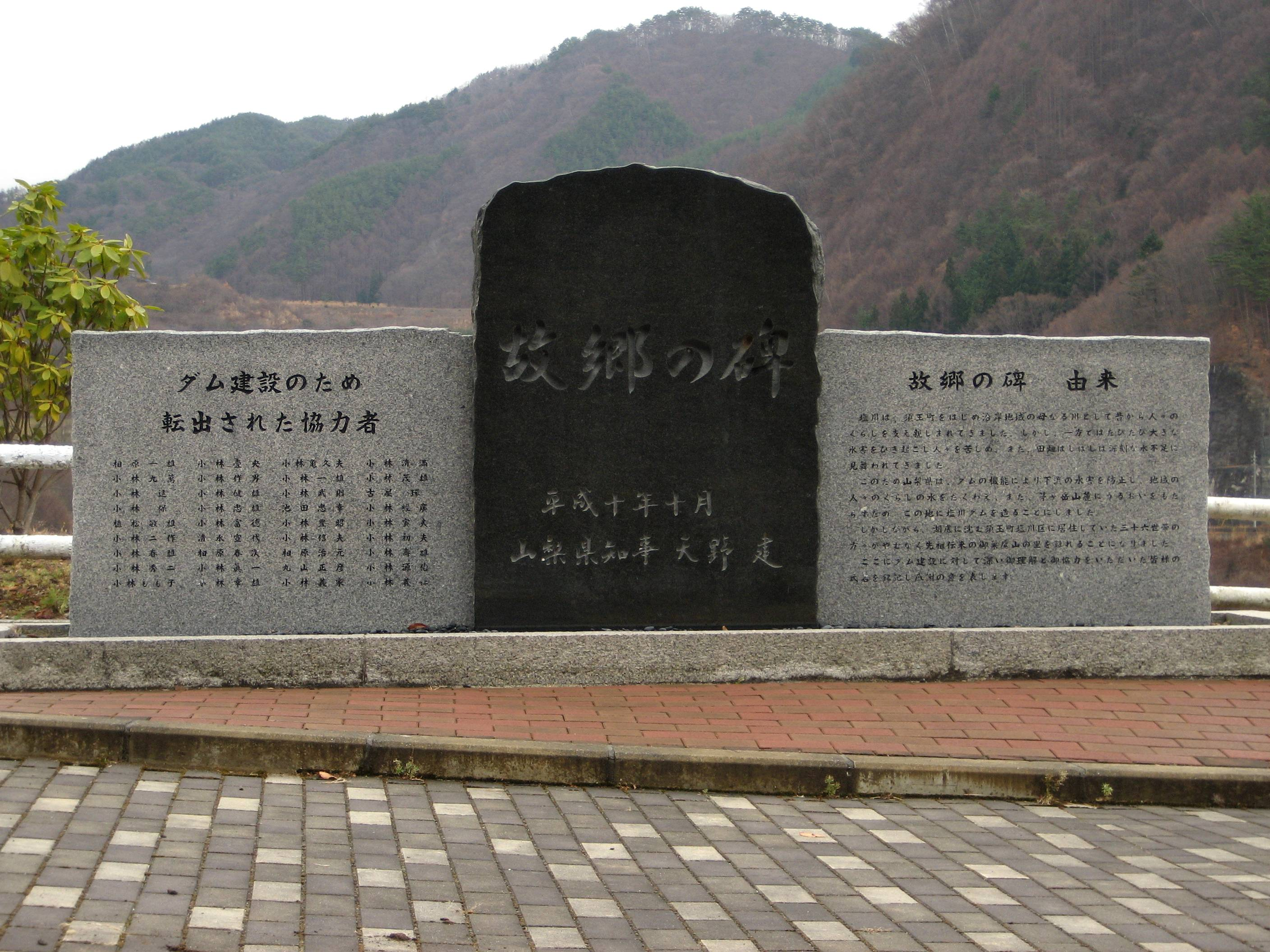
故郷の碑
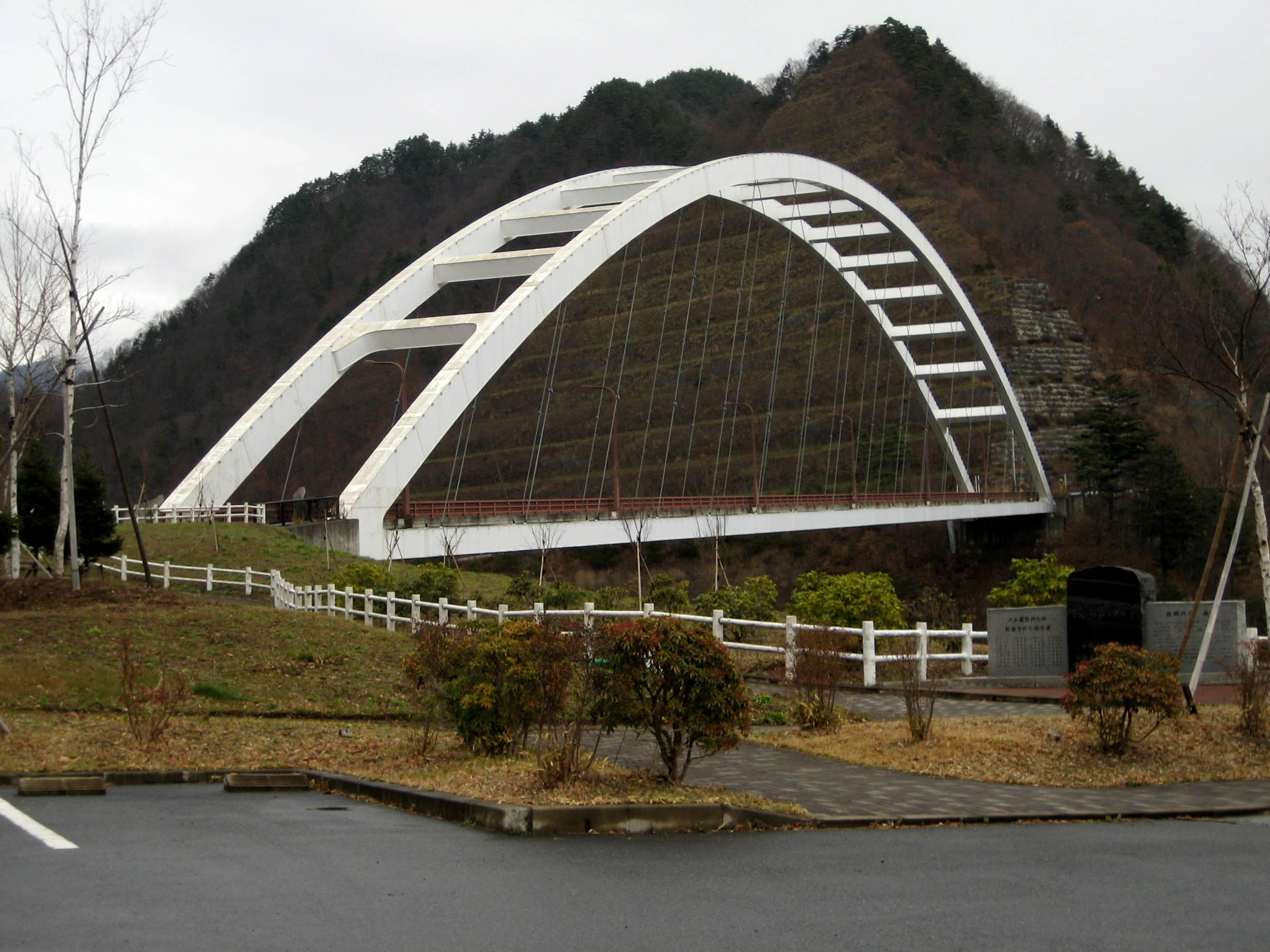
湖に架かる鹿鳴峡大橋
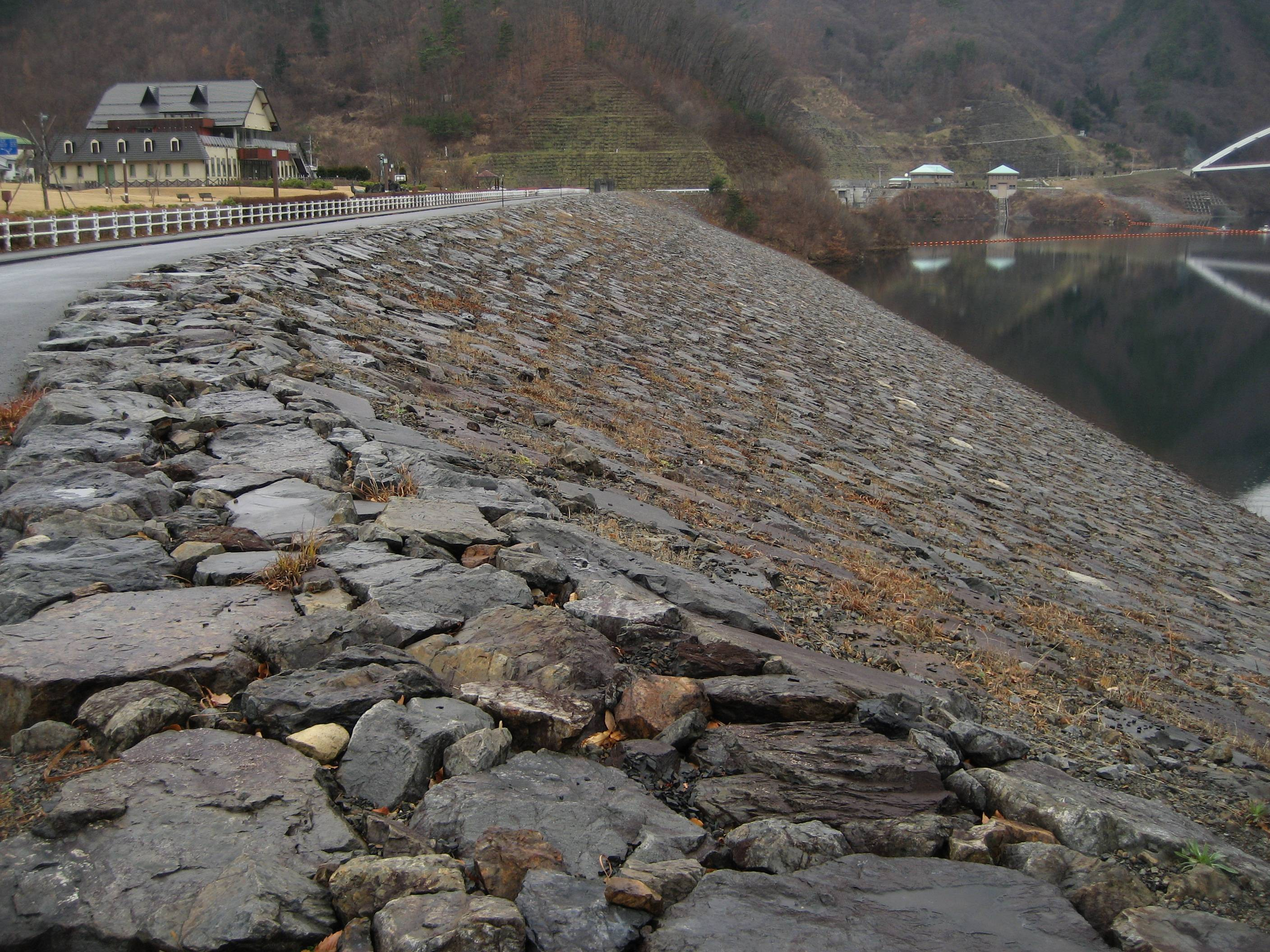
左岸遮水工
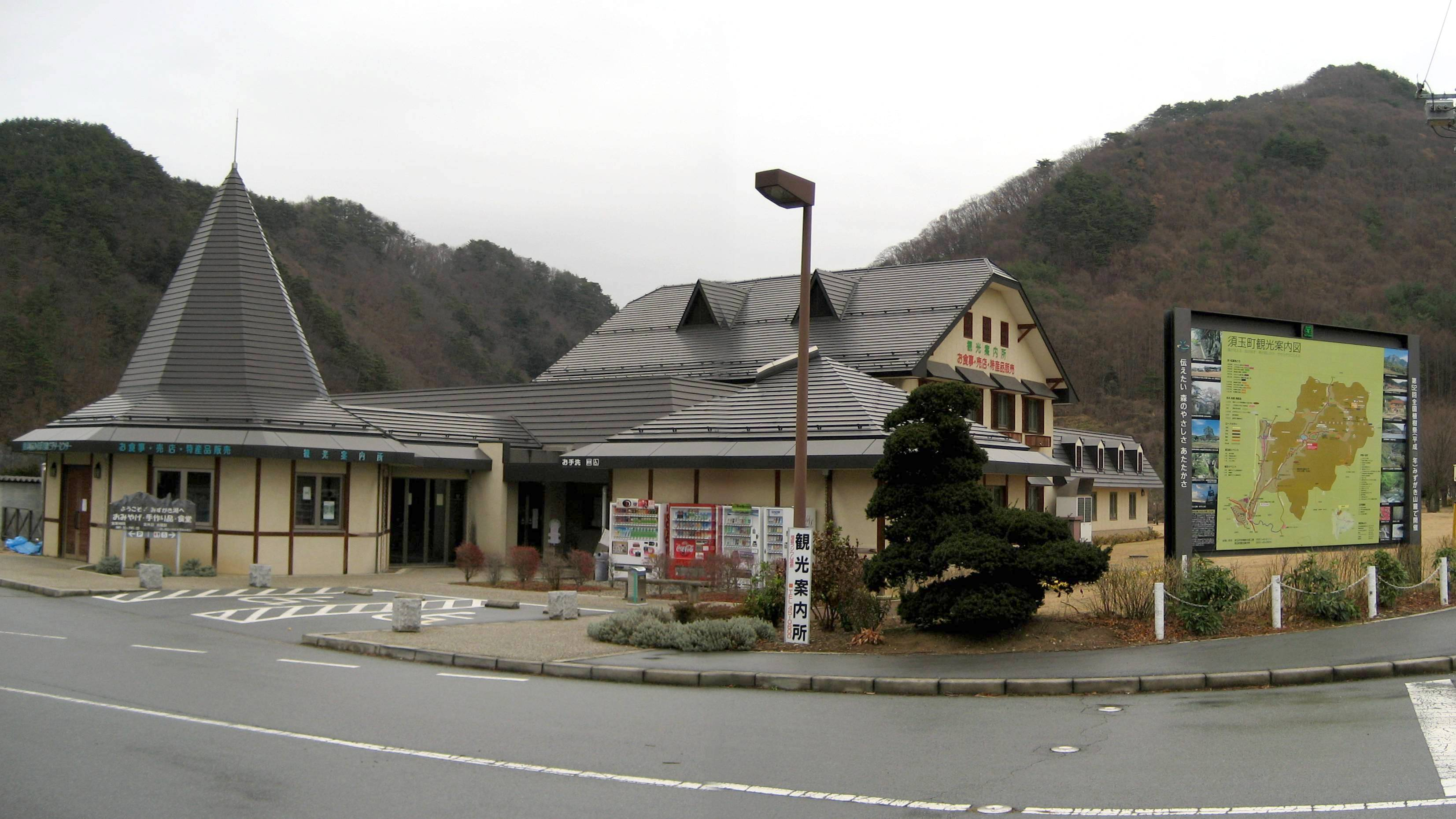
ビジターセンター
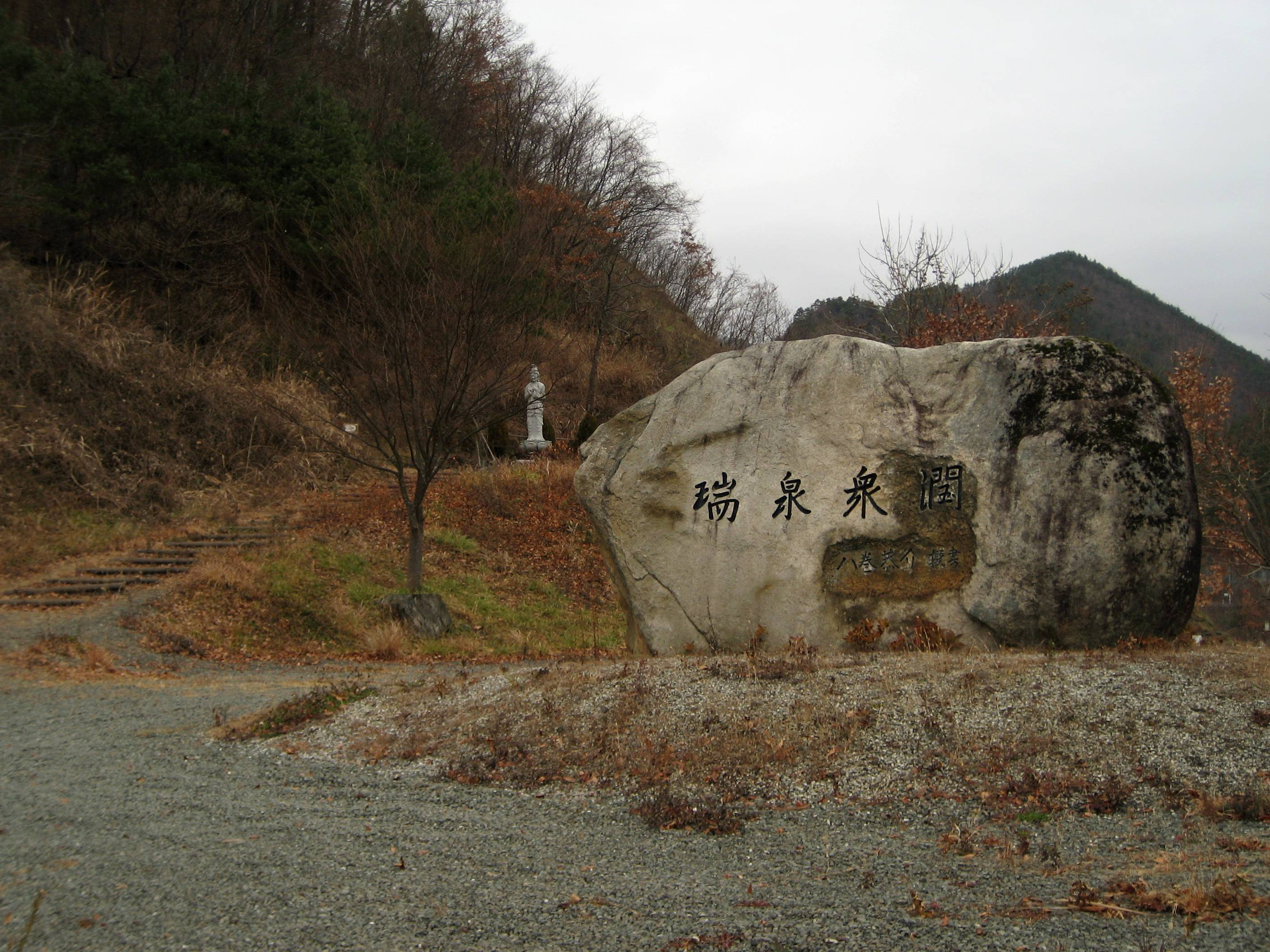
ビジターセンター駐車場からはダム展望台へとつながる道がある